# Volcán de Alzatate
El volcán Alzatate es un cono de escoria ubicado en el municipio de San Carlos Alzatate, departamento de Jalapa, Guatemala. Tiene una altura de 2.045 m s. n. m.
El bosque que está en la cima del volcán es bastante cerrado, pero en algunas partes se puede gozar del paisaje. 
En un lado se puede observar el valle del municipio de Monjas y en el otro la Montaña de Santa María Xalapán que pertenece al municipio de Jalapa.
Este volcán es visible desde la carretera que conduce del municipio de Jalapa al de Monjas. Tiene una cima redonda parecida a la de un helado, cubierta de un bosque de coníferas.